# Coeliades forestan
Coeliades forestan is een vlinder uit de familie van de dikkopjes (Hesperiidae). Deze soort is voor het eerst wetenschappelijk beschreven als Papilio Plebeius Urbicola forestan door Caspar Stoll in een publicatie uit 1782.

## Verspreiding
Deze vlinder komt in een groot deel van tropisch Afrika voor, waaronder Kaapverdië, Mauritanië, Senegal, Gambia, Mali, Niger, Burkina Faso, Guinea-Bissau, Guinee, Sierra Leone, Liberia, Ivoorkust, Ghana, Togo, Benin, Nigeria, Kameroen, Equatoriaal Guinea, Sao Tomé en Principe, Gabon, Congo-Brazzaville, Centraal-Afrikaanse Republiek, Congo-Kinshasa, Soedan, Oeganda, Rwanda, Burundi, Ethiopië, Somalië, Kenia, Tanzania, Angola, Zambia, Malawi, Mozambique, Namibië, Botswana, Zimbabwe, Zuid-Afrika, Swaziland, Lesotho, Comoren, Seychellen, Madagaskar, Réunion en Mauritius.

## Ondersoorten
- Coeliades (Coeliades) forestan forestan (Stoll, [1782])
- Coeliades (Coeliades) forestan arbogastes (Guenée, 1863) (Cosmoledo, Madagaskar)
  - = Hesperia margarita Butler, 1879

## Habitat
Deze algemene soort komt in diverse habitats voor, zowel in bossen en graslanden als in droge savannes (o.a. de Kalahari). Waarschijnlijk is deze vlinder het meest algemeen in vochtige savannes.

## Waardplanten
De rups leeft op de volgende waardplanten:
- Apocynaceae
  - Dregea schimperi (Decne.) Bullock
  - Dregea sp.
  - Marsdenia ? senegalensis
- Bignoniaceae
  - Markhamia sp.
- Brassicaceae
  - Brassica oleracea L.
- Chrysobalanaceae
  - Parinari curatellifolia Planch. ex Benth.
- Combretaceae
  - Combretum apiculatum Sond.
  - Combretum bracteosum (Hochst.)
  - Combretum indicum (L.)
  - Combretum microphyllum Klotsch
  - Combretum paniculatum Vent.
  - Combretum racemosum Engl. & Diels
  - Quisqualis sp.
  - Terminalia catappa L.
- Fabaceae
  - Canavalia ensiformis (L.)
  - Cassia sp.
  - Crotalaria sp.
  - Dioclea hexandra Hook.f.
  - Erythrina caffra Thunb.
  - Indogofera arrecta Hochst ex A. Rich.
  - Indigofera tinctoria L.
  - Lonchocarpus capassa Rolfe
  - Lonchocarpus sericeus (Poir.)
  - Millettia rhodantha Baill.
  - Pericopsis angolensis (Baker) Meeuwen
  - Phaseolus sp.
  - Philenoptera bussei (Harms) Schrire
  - Philenoptera cyanescens (Schumach. & Thonn.) Roberty
  - Philenoptera sutherlandii (Harv.) Schrire
  - Philenoptera violacea (Klotzsch) Schrire
  - Pterocarpus santalinoides L’Hér. ex DC.
  - Robinia pseudoacacia L. (exoot)
  - Sesamus sp.
  - Sesbania sp.
- Geraniaceae
  - Geranium sp.
- Malpighiaceae
  - Malpighia glabra (exoot)
  - Sphedamnocarpus pruriens (A.Juss.) Szyszyl.
  - Triaspis glaucophylla Engl.
  - Triaspis odorata (Willd.) A.Juss.
- Malvaceae
  - Gossypium sp.
- Nyctaginaceae
  - Bougainvillea glabra Choisy
- Rhizophoraceae
  - Cassipourea congoensis DC.
- Rutaceae
  - Conchocarpus  sp.
- Solanaceae
  - Solanum mauritianum Scop.
  - Solanum melongena L.
- Sterculiaceae
  - Theobroma cacao L.